# Советская площадь (Казань)
Сове́тская пло́щадь (тат. Совет мəйданы) — площадь в восточной части Казани, в центре Советского района города.

## Общие сведения
Площадь расположена на неортогональном, в виде косого креста, пересечении 4-х магистральных улиц, а также одного переулка. От площади отходят: Сибирский тракт — в северо-западном направлении, улица Николая Ершова — в южном, улица Космонавтов — в юго-восточном, улица Академика Губкина — в северном, улица-переулок Заря — в западном.
В центре площади установлена стена почёта и памяти, а также устроена зелёная зона с фонтаном, клумбами, аллеями и скамейками, популярная у населения микрорайона.
У площади расположены преимущественно жилые 5-этажные здания с магазинами, кафе и другими общественными заведениями на первых этажах, а также здания авиационно-приборостроительного НИИ (КПКБ) и медицинского центра РЖД между улицей Ершова и Сибирским трактом. В примыкающем к площади на улице Ершова жилом здании одним из первых в городе был реализован проект реконструкции хрущёвок. Недалеко от площади на улице Ершова находится стадион артиллерийского университета.

## История
Площадь появилась вместе с освоением под застройку новых территорий Молотовского (ныне Советского) района в 1950-х годах, а официально была зарегистрирована в 1962 году и получила название по названию района, для которого стала территориальным центром и дорожно-транспортным узлом.
В 2015 году планировалось реконструировать площадь. Компания «Таттелеком», согласно проекту, помимо фонтанов с цветниками и шпалерами (общая площадь благоустройства — 7 000 м²), должна была установить гранитную пирамиду, стилизованную под верстовой столб. Также планировалось, что в сквере будут установлены две стилизованные таксофонные будки, на всей территории будет работать сеть Wi-Fi и система видеонаблюдения. Общая стоимость работ оценивалась в более чем 17 миллионов рублей.

## Транспорт
Через площадь с улицы Ершова на Сибирский тракт проходит линия трамвайного маршрута № 4 (с 1974 по 2013 год ходил под номером 11); по этой линии также ранее в разное время недолго ходили маршруты № 3, № 16, № 22, а в течение более полувека (в 1953—2007 годах) ходил в центр города маршрут № 5, закрытый в преддверии ликвидации трамвайной линии по улицам Пушкина, Карла Маркса и большей части улицы Ершова. По этим же улицам через площадь действует линия троллейбусных маршрутов № 7 (с 1964 года) и 2 (с 2002 по 2013 годы — № 17), а ранее ходили также маршруты № 16 (в 2000—2004 годах) и № 19 (в 2008—2009 годах). Через площадь проходит несколько автобусных маршрутов — они идут по направлениям с каждой на каждую из магистральных улиц, за исключением направления с Сибирского тракта на улицу Академика Губкина. Остановки общественного транспорта расположены несколько не доезжая площади на улице Ершова и в месте примыкания к площади улицы Космонавтов, где также действует стихийная стоянка частных пригородных и междугородных микроавтобусов и такси восточного (мамадышско-челнинского) направления.
Недалеко от площади в западном направлении после жилого квартала находится железнодорожная станция пригородных электропоездов «Новаторов» южного внутригородского хода железной дороги.
Советская площадь планируется как место для станции второй линии казанского метрополитена.